# Capilla de Santa Teresa, la Pequeña Flor
La Capilla de Santa Teresa, la Pequeña Flor es una iglesia ubicada en 58 Parsons Street en Midtown Detroit, Míchigan. Actualmente se conoce como Iglesia de San Patricio. El edificio fue incluido en el Registro Nacional de Lugares Históricos en 1997.

## Historia
La parroquia de San Patricio comenzó en 1862 en respuesta a la afluencia de católicos irlandeses a Detroit. La parroquia construyó una capilla en Adelaide cerca de John R. Street, que finalmente se expandió a una iglesia. San Patricio se convirtió en una de las parroquias más grandes y ricas de Detroit, aunque la nunca fue una de las más grandes o impresionantes. En 1890, fue nombrada catedral de la diócesis y rebautizada en honor a los Santos Pedro y Pablo como había sido la iglesia catedral anterior en East Jefferson. El obispo Caspar Borgess dio a los antiguos Santos Pedro y Pablo a los jesuitas en 1877 después de que se mudó a la nueva catedral. En 1892, para servir a los niños de la comunidad, la Academia de los Santos Pedro y Pablo se construyó en Parsons al oeste de Woodward, que estaba a cierta distancia de la iglesia principal.
Para la década de 1920, las calles de la zona se habían vuelto tan concurridas que la caminata de la iglesia a la escuela se consideraba insegura para los niños que asistían a las misas escolares. Como remedio, la parroquia construyó la Capilla de Santa Teresa, la Pequeña Flor en 1927, nombrando la capilla en honor a Teresa de Lisieux. En 1938, la función de la catedral se transfirió a la parroquia del Santísimo Sacramento y San Patricio volvió a su nombre original. Con el paso de los años, el área alrededor de la iglesia original de San Patricio disminuyó constantemente y se llevaron a cabo más actividades en la capilla y la escuela. Todas las actividades se trasladaron a Parsons Street en la década de 1980 y la antigua iglesia se entregó a un grupo comunitario. Esencialmente abandonado durante varios años, luego fue vandalizado y finalmente quemado en 1992.
Debido a la disminución de miembros, el arzobispo Allen Vigneron anunció el 8 de mayo de 2015 que la parroquia se disolvería el 25 de mayo. La Archidiócesis dijo que mantendrá la estructura con la esperanza de que la parroquia pueda reactivarse en una fecha futura debido a la revitalización del área.

## Arquitectura
La capilla es de estilo neorrománico con un plano de planta basílica. Está construido de ladrillo rojo con toques de piedra caliza y un techo de tejas rojas. La entrada está empotrada en arcos gemelos enmarcados por vanos cuadrados. Cada uno de los tramos está coronado por un pórtico de piedra caliza que consta de una bóveda de cañón sostenida por cuatro columnas corintias. Los techos a dos aguas de los pórticos están cubiertos con tejas rojas a juego con las otras partes del techo. Encima de las puertas de entrada en el nivel del triforio hay pequeñas ventanas arqueadas y sobre el triforio hay un pequeño rosetón. Sobre los pórticos hay dos pequeños campanarios, cada uno con una campana.